# Маабатли
Маабатли (араб. معبطلي‎) — город на северо-западе Сирии, расположенная на территории мухафазы Халеб. Входит в состав района Африн. Является административным центром одноимённой нахии.

## Географическое положение
Город находится в северо-западной части мухафазы, вблизи границы с Турцией, на высоте 570 метров над уровнем моря.

Маабатли расположен на расстоянии приблизительно 48 километров к северо-западу от Халеба, административного центра провинции и на расстоянии 336 километров к северо-северо-востоку (NNE) от Дамаска, столицы страны.

## Население
По данным официальной переписи 2004 года численность населения Маабатли составляла 11 741 человек.